# Agaete

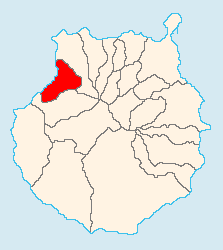
Localização de Agaete

Agaete é um município da Espanha na província de Las Palmas, comunidade autónoma das Canárias. Tem 45,5 km² de área e em 2021 tinha 5 695 habitantes (densidade: 125,2 hab./km²).

## Demografia
| Variação demográfica do município entre 1991 e 2004 | Variação demográfica do município entre 1991 e 2004 | Variação demográfica do município entre 1991 e 2004 | Variação demográfica do município entre 1991 e 2004 |
| --------------------------------------------------- | --------------------------------------------------- | --------------------------------------------------- | --------------------------------------------------- |
| 1991                                                | 1996                                                | 2001                                                | 2004                                                |
| 5269                                                | 6028                                                | 5202                                                | 5511                                                |

|                                                  | Norte: Gáldar |               |
| Oeste: Oceano Atlântico e La Matanza de Acentejo | Agaete        | Leste: Gáldar |
|                                                  | Sul: Artenara |               |